# Lixophaga variabilis
Lixophaga variabilis är en tvåvingeart som först beskrevs av Daniel William Coquillett 1895.  Lixophaga variabilis ingår i släktet Lixophaga och familjen parasitflugor. Inga underarter finns listade i Catalogue of Life.